# 大阪短期大学
大阪短期大学（日语：／ Osaka Tanki Daigaku *）是过去一所位于日本大阪府南河内郡美原町的私立短期大学。

## 概要

### 简介
- 学校最早可以追溯到1935年[1]。短期大学为于1987年开办[1]、由学校法人天满学园经营。招生到2002年、停办于2004年[2]。

### 历史
- 1987年 大阪短期大学成立并同时设置经营信息学科。
- 1990年 经营信息学科分离为两个专攻、以下列举
  - 经营信息专攻
  - 商务专攻
- 2002年 招生最后、次年停止招生（正式停办于2004年5月28日[2]）。

## 学校环境
- 校区：在了大阪府南河内郡美原町[注 1]

## 历任校长
- 丸山宰佑：第一代短期大学校长[3]。

## 著名人和有关人员
- 黑川正刚：前教员

## 组织

### 学科
- 经营信息学科
  - 经营信息专攻
  - 商务专攻

### 专科
| - 没有 |

### 业余课程
| - 没有 |

## 相关链接
- 日本短期大学列表